# ثروت خاندان خامنه‌ای
گزارش‌های داده شده و رسیده، حاکی بر این است که خانواده خامنه‌ای، به رهبری سید علی خامنه‌ای، رهبر جمهوری اسلامی ایران، ثروت و دارایی‌های قابل توجهی را، هم شخصاً و هم از طریق سازمان‌های وابسته به حکومت، کنترل می‌کنند.

## علی خامنه‌ای

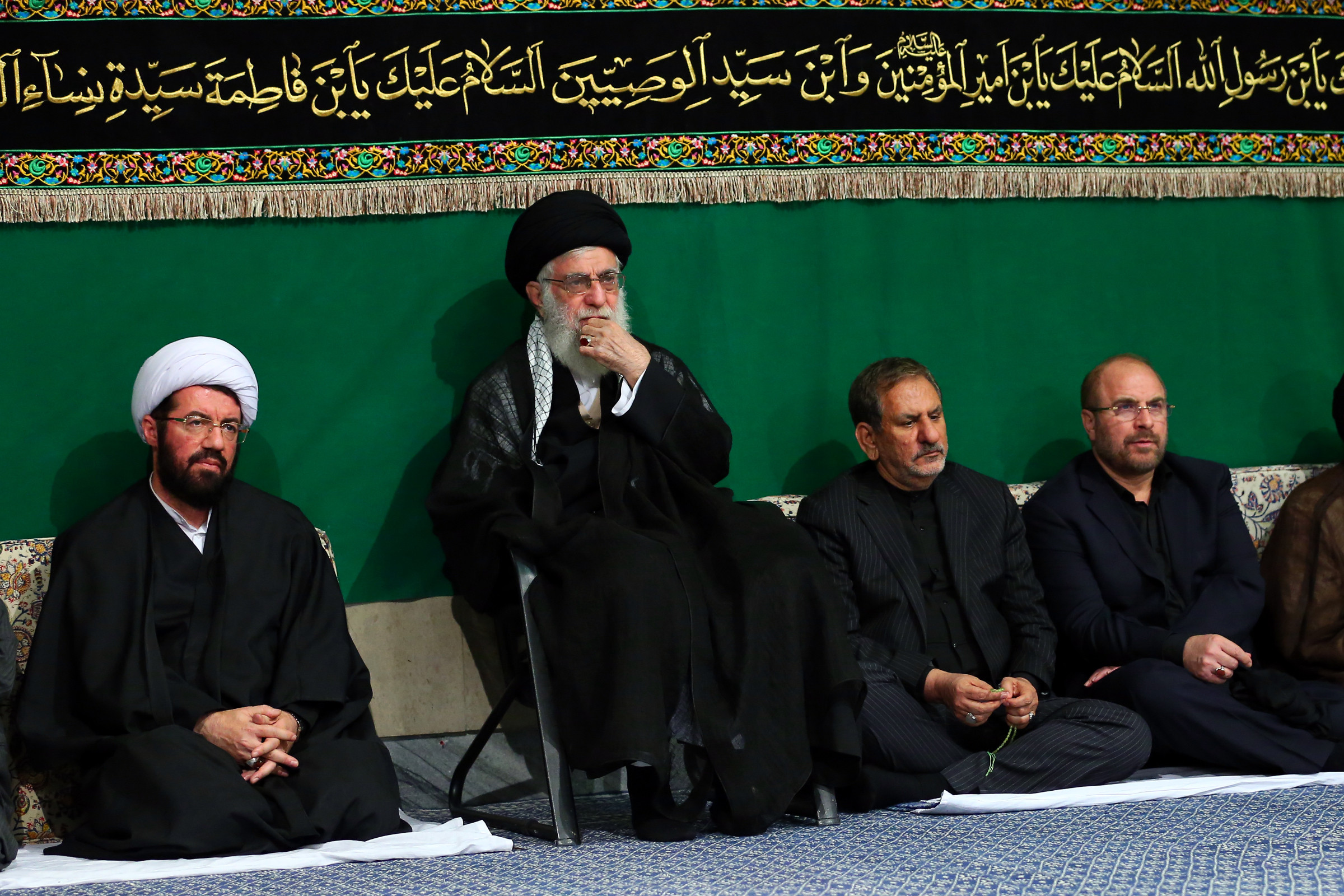
علی خامنه‌ای

در ادامه این موضوع، برسی‌های مختلف نشان داده‌اند که شخص او، بر یک امپراتوری مالی، با ارزش تقریبی ۹۵ میلیارد دلار نظارت دارد. این ثروت به‌طور کامل از طریق ستاد اجرایی فرمان امام که به نام ستاد نیز شناخته می‌شود، مدیریت می‌شود. ستاد با تصرف سیستماتیک هزاران ملک در کلیه مناطق ایران ودر اکثر موارد، به بهانه رها شدن آنها از طرف صاحبانشان، مجموعه گسترده‌ای را جمع‌آوری کرده است. این املاک متعلق به ایرانیان مختلف بوده و اکثراً، از صاحبان املاک که از اقلیت‌های مذهبی و مهاجرین هستند، غصب و تصرف شده است.

## مجتبی خامنه‌ای
سید مجتبی خامنه‌ای، دومین پسر رهبر جمهوری اسلامی ایران است. ثروت او، با اندوخته‌ای بیش از ۳ میلیارد دلار گزارش شده است. گفته می‌شود که دارایی‌های او در بانک‌های امارات متحده عربی، سوریه، ونزوئلا و چندین کشور آفریقایی اندوخته شده است. اضافه بر این، مجتبی در حدود ۳۰۰ میلیون دلار طلا و الماس دارد. وی همچنین زمین وسیعی را در نزدیکی مشهد به دست آورده و آن را به ملک شخصی خود تبدیل کرده است.

## مسعود خامنه‌ای
مسعود، یکی دیگر از فرزندان علی خامنه‌ای است. وی چندین مؤسسه پدرش را مدیریت می‌کند. طبق گزارش‌ها، او بیش از ۴۰۰ میلیون دلار در بانک‌های فرانسه و بریتانیا و ۱۰۰ میلیون دلار هم در بانکهای دیگر دارد. مسعود همچنین فروش خودروهای رنو در ایران را تحت کنترل خود دارد که بدین ترتیب، به افزونی ثروت او کمک می‌کند.

## میثم خامنه‌ای
میثم، کوچک‌ترین پسر خامنه‌ای، با دختر یک تاجر سرشناس بازار ایران ازدواج کرده است. او با برادرش مسعود، در شرکت رنو شریک شوده است. او از فروش هر خودرو رنو، پورسانت دریافت می‌کند. ثروت میثم به بیش از ۲۰۰ میلیون دلار تخمین زده می‌شود که حدود ۱۰ میلیون دلار آن، برای تجارت داخلی اختصاص داده شده است.

## سازمان‌های وابسته
خانواده خامنه‌ای فراتر از ثروت شخصی شان، بر نهادهای اقتصادی قابل توجه دیگری نیز در ایران کنترل دارند:

### بنیاد مستضعفان
بنیاد پهلوی پس از انقلاب ۱۳۵۷ نامش به بنیاد مستضعفان تبدیل شد و زیر نظر ولی فقیه و نماینده او مشغول ادراه اموال بنیاد پهلوی و اموال مصادره شده در جریان انقلاب شد. دارایی‌های بنیاد پهلوی سابق، پس از انقلاب اسلامی، به‌طور قابل توجهی رشد کرد و کارخانه‌ها، تأسیسات کشاورزی، شرکت‌های ساختمانی، اداره معادن و شرکت‌های تجاری متعددی را دربر گرفت.

### آستان قدس رضوی
آستان قدس رضوی در مشهد، مدیریت حرم امام رضا در مشهد و نیز موقوفات مختلف وابسته به آن را بر عهده دارد. این مدیریت، دارایی‌های وسیعی شامل زمین، تأسیسات و صنایع را در اختیار دارد که به‌طور قابل توجهی، به نفوذ خانواده خامنه‌ای در سراسر ایران کمک می‌کند.
این سازمان‌ها، در حالی که به عنوان نهادهای خیریه معرفی می‌شوند، به دلیل عدم شفافیت و ظاهراً خدمت به منافع نخبگان حاکم، مورد انتقاد قرار گرفته‌اند.